# Tomislav Krizmanić
Tomislav Krizmanić (Bosanski Petrovac, 28. veljače 1929. – Zagreb, 24. studenog 2005.) bio je hrvatski boksač.
Boksao je u teškoj kategoriji.
Bio je članom boksačkog kluba "Radnik" iz Zagreba (1943. – 1955.) i "Metalac" iz Zagreba (od 1955.). U samim početcima trenirao ga je poznati trener Jimmy Lyggett.
Bio je članom hrvatske i jugoslavenske boksačke reprezentacije.

## Uspjesi
- bronca na EP 1953.
- prvak Hrvatske 7 puta: 1949., 1953., 1954., 1955., 1956., 1959., 1960.
- prvak Jugoslavije 4 puta: 1951., 1952., 1953., 1954.
- pobjeda na bodove nad Ingemarom Johanssonom, kasnijim svjetskim profesionalnim prvakom, u susretu gradskih reprezentacija Zagreba i Stockholma, 25. travnja 1952.

## Sudjelovanja na velikim natjecanjima
- OI 1952.
- EP 1953.
- EP 1955.